# Prune Beuchat
Pour les articles homonymes, voir Beuchat (homonymie).
Prune Beuchat est une actrice suisse, née en 1982.

## Biographie
À l’âge de deux ans, elle accompagnait déjà son père, l’éclairagiste Michel Beuchat, dans la mémorable tournée de «L’Oiseau vert», monté par Benno Besson. Quelques années plus tard, elle participait à la création du Théâtre du Loup à Genève. 
Prune Beuchat se forme à l'École nationale supérieure des arts et techniques du théâtre (ENSATT). Elle travaille avec Jean Liermier, Omar Porras ou Christophe Rauck. Aussitôt sortie de la haute école de comédiens de Lyon (l’ENSATT), elle joue sur les scènes les plus prestigieuses, dont, celle de la Comédie-Française.

## Théâtre
- 2016 : Tailleur pour dames de Georges Feydeau, mise en scène de Louise Vignaud, Théâtre des Célestins, Lyon : Rosa
- 2015 : Ex-limen, mise en scène d'Anne Astolfe à L'Onde Vélizy : Agathe
- 2015 : Le Triomphe de l'amour de Marivaux, mise en scène de Michel Raskine, TNP Villeurbanne : Corine
- 2014 : L'Embrasement de L. Bianconi, mise en scène d'Anne Bisang, Théâtre du Galpon : S
- 2013 : Le Haut-de-forme d'Eduardo De Filippo, mise en scène de Philippe Mentha, Théâtre Kléber-Meleau : Rita
- 2012 : Solness le constructeur de Henrik Ibsen, mise en scène de Philippe Mentha
- 2011 : Les Bonnes de Jean Genet, mise en scène de Sylvie Busnel
- 2011 : Blackbird de David Harrower, mise en scène de Gérard Desarthe
- 2011 : Les Bonnes de Jean Genet, mise en scène de Sylvie Busnel
- 2009 : La Nuit des rois de William Shakespeare, mise en scène de Jacques Vincey
- 2008 : Les Corbeaux, mise en scène d'Anne Bisang
- 2007 : Le Mariage de Figaro de Beaumarchais, mise en scène de Christophe Rauck
- 2006 : Les Troyennes de Sénèque, mise en scène de Christophe Perton
- 2006 : Pedro et le Commandeur de Lope de Vega,  mise en scène d’Omar Porras

## Filmographie

### Cinéma
- 2014 : Même pas peur de Robin Harsch : Manon
- 2013 : Opération Maillot d'Okacha Touita : Marie Lise Ben Haïm
- 2012 : Barathon, court métrage de Julie Lipinski. Talent Cannes 2012 ADAMI
- 2010 : Carnaval, court métrage d’Adrienne Bovet
- 2010 : Ne pas fumer tue, court métrage de Samuel Dématraz
- 2010 : Noir c'est noir, court métrage de Jean-Charles Paugam
- 2009 : Janna, court métrage de David Mambouch

### Télévision
- 2011 : Je, François Villon, voleur, assassin, poète... de Serge Meynard : Marion
- 2011 : Les Petits Meurtres d'Agatha Christie (Cinq Petits Cochons) : Marie Varga
- 2010 : Les Bougon (série TV) - les épisodes 8 : Chaud devant et 9 Diplôme pudding de Christian Merret-Palmair : Alicia
- 2007 : Les Bleus, premiers pas dans la police de Didier Le Pêcheur
- 1997 : Mille sabords ! (présentatrice sur Ici TV)